# Campionati del mondo di atletica leggera 1995 - 200 metri piani maschili
I 200 metri piani maschili ai campionati del mondo di atletica leggera 1995 hanno visto alla partenza 72 atleti, divisi in 9 batterie. In seguito, si sono avuti 4 quarti di finale, 2 semifinali e la finale, corsa l'11 agosto del 1995.

## Batterie
| Pos | #1 Vento: +0,9 m/s           | Tempo |
| --- | ---------------------------- | ----- |
| 1.  | Patrick Stevens (BEL)        | 20"54 |
| 2.  | Andrew Tynes (BAH)           | 20"56 |
| 3.  | Alexandros Alexopoulos (GRC) | 20"59 |
| 4.  | Kevin Widmer (SUI)           | 20"69 |
| 5.  | Alexander Lack (DEU)         | 20"97 |
| 6.  | Benjamin Sirimou (CMR)       | 21"42 |
| 7.  | Tawanda Chiwira (ZIM)        | 21"51 |
| —   | Li Xiaoping (CHN)            | dq    |

| Pos | #2 Vento: +0,2 m/s          | Tempo |
| --- | --------------------------- | ----- |
| 1.  | Michael Johnson (USA)       | 20"57 |
| 2.  | Jean-Charles Trouabal (FRA) | 20"66 |
| 3.  | Charles Gitonga (KEN)       | 20"72 |
| 4.  | Darren Braithwaite (GBR)    | 20"87 |
| 5.  | Erik Wijmeersch (BEL)       | 21"01 |
| 6.  | Torbjörn Eriksson (SWE)     | 21"03 |
| 7.  | Christopher Sayeh (LBR)     | 23"84 |
| —   | Troy Douglas (BER)          | dq    |

| Pos | #3 Vento: -0,3 m/s     | Tempo |
| --- | ---------------------- | ----- |
| 1.  | Obadele Thompson (BAR) | 20"63 |
| 2.  | Emmanuel Tuffour (GHA) | 20"75 |
| 3.  | Ato Boldon (TRI)       | 20"76 |
| 4.  | Sergejs Inšakovs (LVA) | 20"78 |
| 5.  | Dean Capobianco (AUS)  | 20"88 |
| 6.  | Marcelo da Silva (BRA) | 21"02 |
| 7.  | Jordi Mayoral (ESP)    | 21"11 |
| 8.  | Tony Ichiou (MNP)      | 24"28 |

| Pos | #4 Vento +1,1 m/s      | Tempo |
| --- | ---------------------- | ----- |
| 1.  | Jeff Williams (USA)    | 20"56 |
| 2.  | David Dollé (SUI)      | 20"69 |
| 3.  | Thomas Sbokos (GRC)    | 20"71 |
| 4.  | Mark Keddell (NZL)     | 20"81 |
| 5.  | Robert Maćkowiak (POL) | 20"83 |
| 6.  | Peter Ogilvie (CAN)    | 21"18 |
| 7.  | Eswort Coombs (VIN)    | 21"27 |
| 8.  | Martin Frick (LIE)     | 21"89 |

| Pos | #5 Vento: +0,8 m/s      | Tempo |
| --- | ----------------------- | ----- |
| 1.  | Steve Brimacombe (AUS)  | 20"74 |
| 2.  | Geir Moen (NOR)         | 20"80 |
| 3.  | Koji Ito (JPN)          | 20"80 |
| 4.  | Riaan Dempers (RSA)     | 20"97 |
| 5.  | Aleksandr Sokolov (RUS) | 21"17 |
| 6.  | Alain Reimann (SUI)     | 21"28 |
| 7.  | Ricardo Roach (CHI)     | 21"65 |
| 8.  | Trevor Davis (AIA)      | 22"03 |

| Pos | #6 Vento: +1,0 m/s             | Tempo |
| --- | ------------------------------ | ----- |
| 1.  | Damien Marsh (AUS)             | 20"65 |
| 2.  | John Regis (GBR)               | 20"78 |
| 3.  | Lars Hedner (SWE)              | 20"85 |
| 4.  | Joseph Loua (GUI)              | 21"06 |
| 5.  | Huang Danwei (CHN)             | 21"16 |
| 6.  | Justice Dipeba (BOT)           | 21"17 |
| —   | Deji Aliu (NGR)                | dns   |
| —   | Georgios Panagiotopoulos (GRC) | dq    |

| Pos | #7 Vento: +2,0 m/s             | Tempo |
| --- | ------------------------------ | ----- |
| 1.  | Claudinei da Silva (BRA)       | 20"44 |
| 2.  | Solomon Wariso (GBR)           | 20"51 |
| 3.  | Iván García (CUB)              | 20"70 |
| 4.  | Serhiy Osovych (UKR)           | 20"70 |
| 5.  | Francisco Javier Navarro (ESP) | 20"88 |
| 6.  | Menelik Lawson (TOG)           | 21"06 |
| 7.  | Jun Osakada (JPN)              | 21"25 |
| 8.  | Brahim Abdoulaye (CHA)         | 21"86 |

| Pos | #8 Vento: +0,5 m/s      | Tempo |
| --- | ----------------------- | ----- |
| 1.  | Robson da Silva (BRA)   | 20"53 |
| 2.  | Robert Kurnicki (DEU)   | 20"61 |
| 3.  | Ray Stewart (JAM)       | 20"83 |
| 4.  | Carlos Gats (ARG)       | 21"02 |
| 5.  | Daniel Cojocaru (ROU)   | 21"09 |
| 6.  | Kurvin Wallace (SKN)    | 21"29 |
| 7.  | Antoine Boussombo (GAB) | 21"32 |
| —   | Olapade Adeniken (NGR)  | dns   |

| Pos | #9 Vento: +0,6 m/s        | Tempo |
| --- | ------------------------- | ----- |
| 1.  | Frank Fredericks (NAM)    | 20"73 |
| 2.  | Chris Donaldson (NZL)     | 20"75 |
| 3.  | Neil de Silva (TRI)       | 20"77 |
| 4.  | Kevin Little (USA)        | 20"80 |
| 5.  | Marc Blume (DEU)          | 20"86 |
| 6.  | Miguel Janssen (ABW)      | 21"31 |
| 7.  | Keith Smith (ISV)         | 21"64 |
| —   | Vladyslav Dolohodin (UKR) | dnf   |

## Quarti di finale
| Pos | #1 Wind: +0,1 m/s            | Tempo |
| --- | ---------------------------- | ----- |
| 1.  | Michael Johnson (USA)        | 20"35 |
| 2.  | Patrick Stevens (BEL)        | 20"41 |
| 3.  | Andrew Tynes (BAH)           | 20"49 |
| 4.  | Alexandros Alexopoulos (GRC) | 20"57 |
| 5.  | David Dollé (SUI)            | 20"84 |
| 6.  | Lars Hedner (SWE)            | 20"87 |
| 7.  | Charles Gitonga (KEN)        | 20"90 |
| 8.  | Mark Keddell (NZL)           | 40"08 |

| Pos | #2 Vento: +0,4 m/s          | Tempo |
| --- | --------------------------- | ----- |
| 1.  | Jeff Williams (USA)         | 20"36 |
| 2.  | Iván García (CUB)           | 20"52 |
| 3.  | Obadele Thompson (BAR)      | 20"57 |
| 4.  | Jean-Charles Trouabal (FRA) | 20"60 |
| 5.  | Robert Kurnicki (DEU)       | 20"67 |
| 6.  | Kevin Widmer (SUI)          | 20"74 |
| 7.  | Serhiy Osovych (UKR)        | 21"00 |
| —   | Thomas Sbokos (GRC)         | dq    |

| Pos | #3 Vento: +0,8 m/s       | Tempo |
| --- | ------------------------ | ----- |
| 1.  | Frank Fredericks (NAM)   | 20"26 |
| 2.  | Claudinei da Silva (BRA) | 20"35 |
| 3.  | John Regis (GBR)         | 20"51 |
| 4.  | Steve Brimacombe (AUS)   | 20"52 |
| 5.  | Sergejs Insakovs (LVA)   | 20"73 |
| 6.  | Koji Ito (JPN)           | 20"80 |
| 7.  | Chris Donaldson (NZL)    | 20"82 |
| 8.  | Neil de Silva (TRI)      | 21"01 |

| Pos | #4 Vento: -0,1 m/s     | Tempo |
| --- | ---------------------- | ----- |
| 1.  | Robson da Silva (BRA)  | 20"33 |
| 2.  | Geir Moen (NOR)        | 20"37 |
| 3.  | Damien Marsh (AUS)     | 20"49 |
| 4.  | Solomon Wariso (GBR)   | 20"55 |
| 5.  | Kevin Little (USA)     | 20"60 |
| 6.  | Emmanuel Tuffour (GHA) | 20"61 |
| 7.  | Ato Boldon (TRI)       | 21"81 |
| —   | Ray Stewart (JAM)      | dns   |

## Semifinali
| Pos | #1 Vento +0,3 m/s            | Tempo |
| --- | ---------------------------- | ----- |
| 1.  | Michael Johnson (USA)        | 20"01 |
| 2.  | Robson da Silva (BRA)        | 20"20 |
| 3.  | Geir Moen (NOR)              | 20"32 |
| 4.  | John Regis (GBR)             | 20"39 |
| 5.  | Damien Marsh (AUS)           | 20"39 |
| 6.  | Jean-Charles Trouabal (FRA)  | 20"58 |
| 7.  | Alexandros Alexopoulos (GRC) | 20"78 |
| 8.  | Patrick Stevens (BEL)        | 20"79 |

| Pos | #2 Vento: -0,9 m/s       | Tempo |
| --- | ------------------------ | ----- |
| 1.  | Frank Fredericks (NAM)   | 20"28 |
| 2.  | Jeff Williams (USA)      | 20"32 |
| 3.  | Claudinei da Silva (BRA) | 20"37 |
| 4.  | Iván García (CUB)        | 20"45 |
| 5.  | Solomon Wariso (GBR)     | 20"58 |
| 6.  | Steve Brimacombe (AUS)   | 20"59 |
| 7.  | Obadele Thompson (BAR)   | 20"66 |
| 8.  | Andrew Tynes (BAH)       | 20"72 |

## Finale
| Pos     | Vento: +0,5 m/s          | Tempo |
| ------- | ------------------------ | ----- |
| Oro     | Michael Johnson (USA)    | 19"79 |
| Argento | Frank Fredericks (NAM)   | 20"12 |
| Bronzo  | Jeff Williams (USA)      | 20"18 |
| 4.      | Robson da Silva (BRA)    | 20"21 |
| 5.      | Claudinei da Silva (BRA) | 20"40 |
| 6.      | Geir Moen (NOR)          | 20"51 |
| 7.      | John Regis (GBR)         | 20"67 |
| 8.      | Iván García (CUB)        | 20"77 |